# Havariekommando

Logo

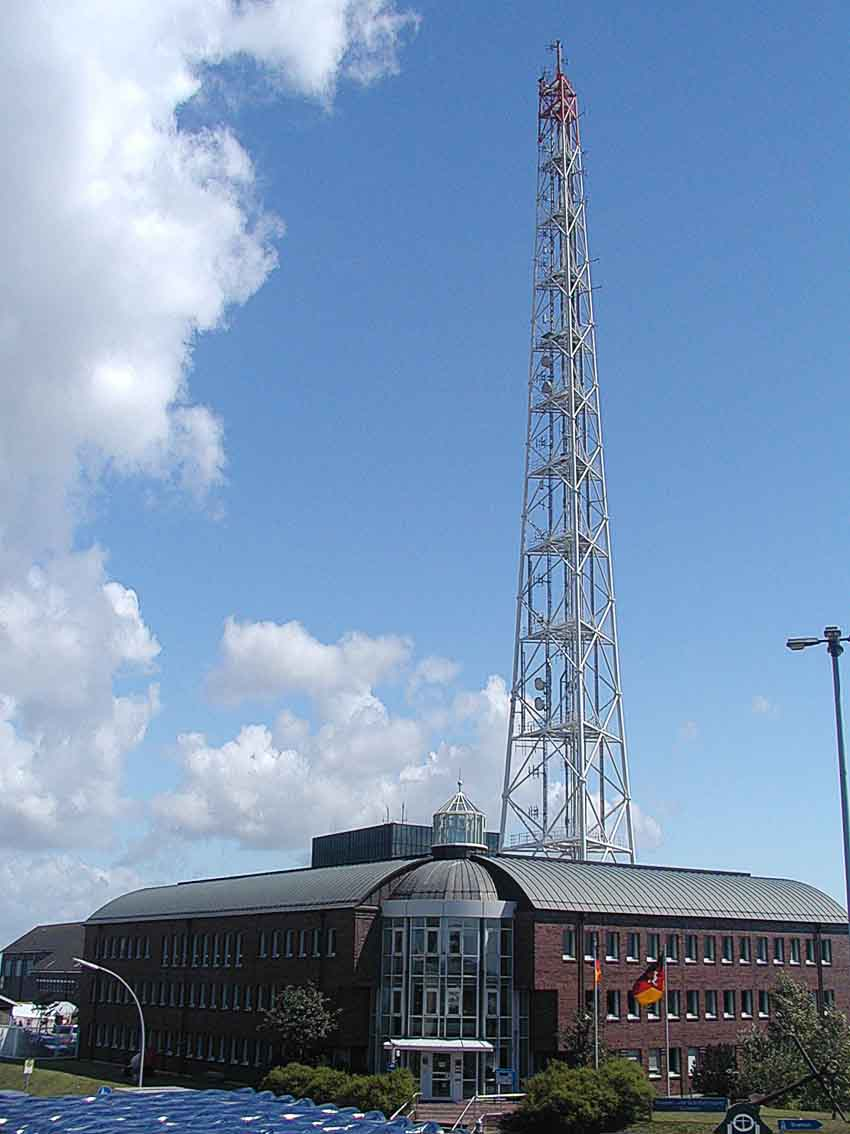
Das Havariekommando im Gebäude des Wasserstraßen- und Schifffahrtsamts Cuxhaven

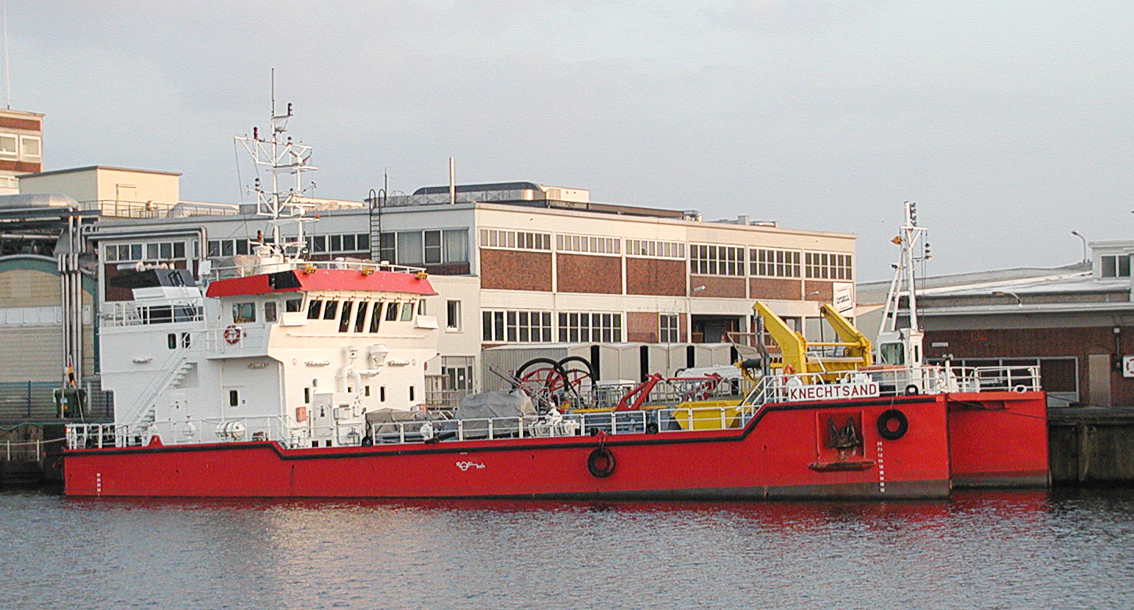
Das Ölbekämpfungsschiff Knechtsand in Cuxhaven

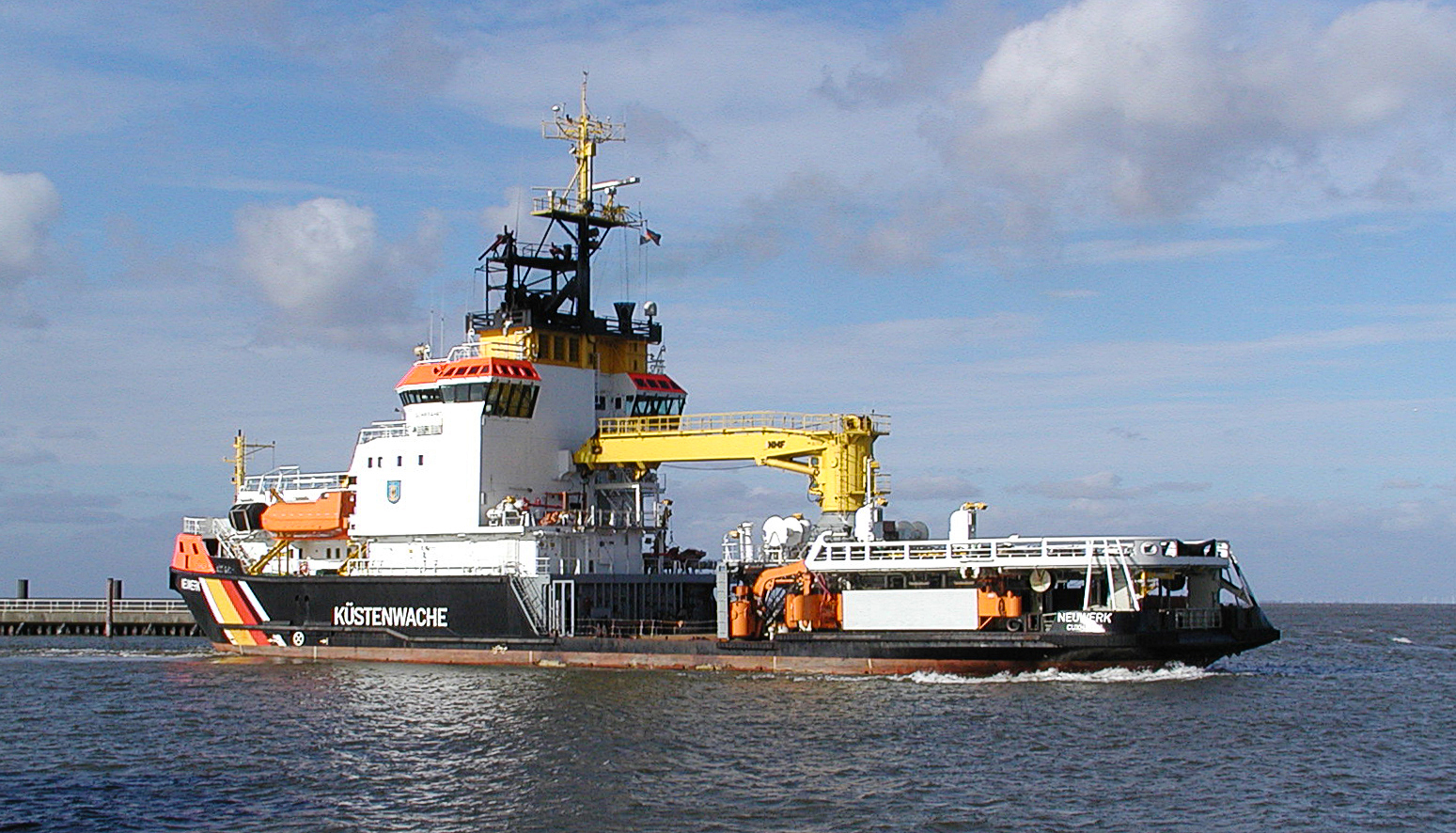
Die Neuwerk in Cuxhaven

Das Havariekommando ist eine gemeinsame Einrichtung des Bundes und der fünf Küstenländer, um bei Unfällen im Bereich der Nord- und Ostsee ein koordiniertes und gemeinsames Unfallmanagement zu gewährleisten. Sein Sitz ist in Cuxhaven. Das durch das Havariekommando umgesetzte „Sicherheitskonzept Deutsche Küste“ des Bundes umfasst Radar- und Luftüberwachung, Lotseneinsatz sowie Notschlepper für manövrierunfähige Schiffe.

## Geschichte
Am 25. Oktober 1998 brach auf dem italienischen Holzfrachter Pallas vor der dänischen Nordseeküste ein Brand an Bord aus. Am darauffolgenden Tag trieb die Pallas führerlos ins schleswig-holsteinische Wattenmeer. Das Schiff bewegte sich unbeobachtet auf die Küste zu, da ein dänischer Seenotkreuzer das havarierte Schiff nach dem Retten der Besatzung wieder verlassen hatte. Vor Amrum lief es schließlich auf Grund und verursachte mit auslaufendem Öl eine Umweltkatastrophe im Nationalpark Schleswig-Holsteinischen Wattenmeer. Die damaligen Regierungsparteien Schleswig-Holsteins SPD und Grüne bestritten eine Schuld der Landesregierung (Kabinett Simonis II) an Havarie und Ölaustritt. Die CDU und die FDP warfen vor allem Umweltminister Rainder Steenblock (Grüne) Versagen vor.
Nach dieser Havarie setzte der damalige Bundesminister für Verkehr, Bau- und Wohnungswesen eine Kommission unter der Leitung von Senator a. D. Claus Grobecker ein, die den Unfall auswertete. Verschiedene Koordinierungs- und Einsatzstellen hatten laut Untersuchungsbericht zu einem „Flaschenhalseffekt“ geführt, sodass koordinierte Maßnahmen ausblieben. Die Kommission sprach Empfehlungen aus; am 1. Januar 2003 nahm das Havariekommando seine Arbeit auf.

## Organisation/Struktur
Das Havariekommando ist ein Partner des Maritimen Sicherheitszentrums (MSZ), das am 1. Januar 2007 die Arbeit aufgenommen hat.
- Leiter Havariekommando seit Dezember 2021 Robby Renner (2003 – November 2021 Hans-Werner Monsees)[2]
- Fachbereich 1: Maritimes Lagezentrum (MLZ)
- Fachbereich 2: Schiffs- und Schadstoffunfallbekämpfung See
- Fachbereich 3: Schadstoffunfallbekämpfung Küste
- Fachbereich 4: Brandbekämpfung und Verletztenversorgung

Das Maritime Lagezentrum (Fachbereich 1), das rund um die Uhr mit erfahrenen Nautikern besetzt ist, beobachtet ständig die Lage in deutschen Hoheitsgewässern und wertet auch Informationen der Anrainerstaaten aus, um im Schadensfall Informationen bereitzuhalten. Das MLZ ist ein Bestandteil des Gemeinsamen Lagezentrums See. Das Lagezentrum See ist die operative Einheit des neuen geplanten Maritimen Sicherheitszentrums.
Im Falle von größeren Schadenslagen oder Havarien wird ein sogenannter Havariestab, ein Führungsstab, einberufen, der die Einsatztätigkeit der Einsatzkräfte koordiniert.
Das Havariekommando hat etwa 40 Mitarbeiter.

## Strategische Aufgaben
Mögliche Teilaspekte einer Havarie werden konzeptionell bearbeitet und für den Schadensfall Taktiken und Strategien festgelegt. Meist ist bei einer Havarie die Rettung von Personen notwendig, die durch die Seenotleitung Bremen (MRCC) der Deutschen Gesellschaft zur Rettung Schiffbrüchiger koordiniert wird.
- Schadstoffunfallbekämpfung auf See und an der Küste
- Brandschutz und Verletztenversorgung
- Bergung zur Gefahrenabwehr (Notschlepper)
- Pressebüro, strukturierte Öffentlichkeitsarbeit.

Um den Aufgaben der Schadstoffunfallbekämpfung, Brandschutz und Bergung nachzukommen, stehen dem Havariekommando vier Schiffe in der Ostsee zur Verfügung: Baltic, Arkona, Scharhörn sowie Bottsand, die ersten drei in einer 24-Stunden-Bereitschaft. In der Nordsee liegen die Schiffe Neuwerk, Mellum, Nordsee, Westensee, Eversand, Leyhörn, Janssand, THOR, ÖSK 1, MPOSS, Lüttmoor, Knechtsand, Luneplate und die Nordic der Bugsier Reederei. Nach dem Gesetz zur Notliegeplatzverordnung (NotLPlVbgG) sind Havaristen geeignete Notliegeplätze zuzuweisen. Das Havariekommando entscheidet über den geeigneten Nothafen in Abstimmung mit Bund und Ländern.
Dem Havariekommando stehen zwei Dornier 228 zur Luftüberwachung zur Verfügung.
Depots mit den erforderlichen Mitteln zur Ölbekämpfung liegen in Emden, Wilhelmshaven, Bremerhaven, Cuxhaven, Hamburg, Meldorf, Husum, Flensburg, Kiel, Lübeck, Rostock und Stralsund.

## Große Schadenslagen
- Am 9. Oktober 2010 geriet die Ostseefähre Lisco Gloria mit rund 240 Passagieren an Bord auf der Reise von Kiel nach Klaipėda rund 6 Seemeilen nördlich von Fehmarn in Brand. Alle Passagiere und Besatzungsmitglieder wurden gerettet und von der Fähre Deutschland aufgenommen.[6][7] Nachdem kurz nach Mitternacht der Notruf beim Maritime Rescue Coordination Centre der DGzRS in Bremen aufgelaufen war, übernahm das Havariekommando die Koordination der Rettungsmaßnahmen.

- Am 14. Juli 2012 kam es auf dem Containerschiff MSC Flaminia auf einer Reise von Charleston nach Antwerpen im Atlantik zu einer Explosion mit anschließendem Brand. Bei dem Unfall starb der Erste Offizier, ein weiteres Besatzungsmitglied wird vermisst.

## Unabhängige Umweltexpertengruppe „Folgen von Schadstoffunfällen“ (UEG)
Seit das Havariekommando (HK) seine Arbeit aufgenommen hat, steht ihm die „Unabhängige Umweltexpertengruppe Folgen von Schadstoffunfällen“ (UEG) unterstützend zur Seite.
Die UEG ist eine fachlich unabhängige Expertengruppe, welche das Havariekommando berät. Ihre Mitglieder sind Fachleute aus den Umwelt- und Verkehrsverwaltungen des Bundes und der Länder sowie aus wissenschaftlichen Institutionen. Die Expertengruppe hat u. a. die Aufgabe, umweltrelevante Themen, die im Zusammenhang mit den Aufgaben des Havariekommandos stehen, aufzuarbeiten, um sie für dessen Entscheidungsfindung nutzbar zu machen. Zu diesen Aufgaben gehört u. a. die Dokumentation und Auswertung der Fortentwicklung des Wissens über umweltrelevante Folgen von Unfällen mit Schadstoffen. Dazu stellt die UEG dem HK wissenschaftliches Fachwissen aus verschiedenen Disziplinen zur Verfügung. Die UEG arbeitet national und international eng mit Umweltbehörden und Forschungsinstituten zusammen.
Die UEG wurde mit Billigung des Bundeskabinetts vom Bundesumweltministerium in Zusammenarbeit mit dem Bundesverkehrsministerium und anderen Bundesressorts sowie den Umweltministerien der fünf Küstenländer als gemeinsame Einrichtung von Bund und Ländern 2004 ins Leben gerufen. Die Mitglieder der UEG sind in ihrer Beurteilung und Bewertung von Sachverhalten weisungsunabhängig.
Im Jahr 2012 wurde die Expertengruppe erstmals auf Anfrage des Havariekommandos auch im Einsatzfall herangezogen (bei der Havarie der MSC Flaminia).
Die Gruppe untersteht der Aufsicht des Bund-Länder „Koordinationsausschusses Schadstoffunfallbekämpfung“ (KOA-SUB). Der Vorsitz der UEG wird seit ihrer Gründung im Jahr 2004 durch das Bundesministerium für Umwelt, Naturschutz und nukleare Sicherheit (BMU) wahrgenommen, erster Vorsitzender war von 2004 bis 2015 ihr Gründer Johannes Pastor, Referatsleiter im BMU. Seit 2019 sind Dr. Matthias Grote (Bundesinstitut für Risikobewertung, BfR) und Alexander Baenitz (BMU) als UEG-Vorsitz bestellt. Die Geschäftsstelle der UEG ist beim Havariekommando angesiedelt.